# Matricole - Quando non erano famosi
Matricole - Quando non erano famosi è stato un programma televisivo andato in onda su Italia 1 dal 10 marzo 1998 al 17 aprile 2001. Il programma è andato in onda in tre edizioni e la conduzione è stata affidata a Simona Ventura, affiancata da un diverso partner maschile per ognuna delle edizioni: Amadeus nella prima, Fiorello nella seconda ed Enrico Papi nella terza.

## La trasmissione
Basato sul format americano della ABC Before They Were Stars, il programma è stato mandato in onda in tre edizioni, precedute da una puntata zero andata in onda il 19 novembre 1997. Andata in onda nelle prime serate del martedì di Italia 1, la trasmissione proponeva l'obiettivo di scavare negli archivi Mediaset e non solo alla ricerca di filmati di repertorio riguardanti provini o esordi delle stelle del cinema, dello spettacolo e dello sport.
Tra i più importanti mandati in onda si ricordano l'esordio di una giovanissima Raffaella Carrà nella pellicola cinematografica Tormento del passato del 1952, e l'esibizione di Cristina D'Avena all'edizione dello Zecchino d'Oro 1968, quando cantò Il valzer del moscerino. Al termine della puntata, in orario avanzato, al di fuori della fascia di tutela dei minori, andava in onda la rubrica Sexy Matricole, che mostrava gli esordi più legati al glamour o al sexy dei personaggi famosi. Protagonisti di questi filmati sono stati sia donne come Sabrina Salerno, Pamela Prati, Michelle Hunziker e Simona Tagli, che uomini come Enrico Mutti, Walter Nudo e Gabriel Garko.
La colonna sonora della trasmissione è la canzone Shout dei The Isley Brothers.

## Le edizioni
| Edizione | Puntate | Inizio        | Fine           |
| -------- | ------- | ------------- | -------------- |
| 1        | 5       | 10 marzo 1998 | 7 aprile 1998  |
| 2        | 7       | 2 marzo 1999  | 13 aprile 1999 |
| 3        | 6       | 13 marzo 2001 | 17 aprile 2001 |

## Ascolti

### La notte delle matricole
| Puntata        | In onda          | Ospiti                                                            | Telespettatori | Share  |
| -------------- | ---------------- | ----------------------------------------------------------------- | -------------- | ------ |
| Puntata pilota | 19 novembre 1997 | Marco Columbro, Irene Grandi, Enrica Bonaccorti e Barbara Bouchet | 4 362 000      | 16,42% |

### Prima edizione
| Puntata | In onda       | Telespettatori | Share  |
| ------- | ------------- | -------------- | ------ |
| 1       | 10 marzo 1998 | 4 162 000      | 16,62% |
| 2       | 17 marzo 1998 | 3 630 000      | 13,65% |
| 3       | 24 marzo 1998 | 4 214 000      | 15,66% |
| 4       | 31 marzo 1998 | 4 051 000      | 14,93% |
| 5       | 7 aprile 1998 | 4 475 000      | 17,65% |

### Seconda edizione
| Puntata | In onda        | Telespettatori | Share  |
| ------- | -------------- | -------------- | ------ |
| 1       | 2 marzo 1999   | 5 162 000      | 19,25% |
| 2       | 9 marzo 1999   | 3 707 000      | 13,51% |
| 3       | 16 marzo 1999  | 3 724 000      | 13,76% |
| 4       | 23 marzo 1999  | 4 524 000      | 16,99% |
| 5       | 30 marzo 1999  | 4 462 000      | 16,65% |
| 6       | 6 aprile 1999  | 4 014 000      | 15,21% |
| 7       | 13 aprile 1999 | 4 487 000      | 16,96% |

### Terza edizione
| Puntata | In onda        | Telespettatori | Share  |
| ------- | -------------- | -------------- | ------ |
| 1       | 13 marzo 2001  | 3 773 000      | 14,14% |
| 2       | 20 marzo 2001  | 3 947 000      | 14,76% |
| 3       | 27 marzo 2001  | 3 837 000      | 13,76% |
| 4       | 3 aprile 2001  | 3 913 000      | 15,40% |
| 5       | 10 aprile 2001 | 3 849 000      | 14,78% |
| 6       | 17 aprile 2001 | 3 704 000      | 13,96% |

## Dopo la chiusura
Nel 2002 il format è stato unito a un altro successo della rete, Meteore (realizzato dagli stessi autori), dando così vita a Matricole & Meteore, programma sotto la guida di Enrico Papi andato in onda nel 2002 e ripreso nel 2010 con la conduzione di Nicola Savino e Juliana Moreira.
Repliche di Matricole, sono andate in onda sia su Italia 1 in prima serata nel periodo estivo delle stagioni successive sia su Happy Channel, nelle prime serate del lunedì.